# Santo Domingo (Provinz)
Santo Domingo ist eine Provinz in der Dominikanischen Republik. Sie entstand am 16. Oktober 2001 durch die Abtrennung vom Distrito Nacional.

## Kreise und Bezirke
Die Provinz besteht aus folgenden Kreisen und Bezirken:
- Boca Chica
  - La Caleta (Distrito Municipal, D.M.)
- Los Alcarrizos
  - Palmarejo-Villa Linda (D.M.)
  - Pantoja (D.M.)
- Pedro Brand
  - La Cuaba (D.M.)
  - La Guáyiga (D.M.)
- San Antonio de Guerra
  - Hato Viejo (D.M.)
- Santo Domingo Este
  - San Luis (D.M.)
- Santo Domingo Norte
  - La Victoria (D.M.)
- Santo Domingo Oeste
  - Instituto (D.M.)